# Otávio Marcondes Ferraz
Octávio Marcondes Ferraz (São Paulo, 23 de novembro de 1896 - São Paulo, 8 de fevereiro de 1990) foi um engenheiro eletricista e político brasileiro.
Comandou o Ministério dos Transportes, entre 6 de abril e 14 de novembro de 1955, no governo de Café Filho.
Diretor técnico da Chesf, foi o coordenador da construção da usina de Paulo Afonso, que teve início em 1949, com recursos do governo federal e empréstimo de 15 milhões de dólares do Banco Mundial (Bird) para a compra dos equipamentos de geração e transmissão. Foi o terceiro presidente da Eletrobras, tendo tomado posse em 2 de abril 1964, com mandato encerrado ao final do governo Castelo Branco, março de 1967.